# Coleoscirus mexicanus
Coleoscirus mexicanus är en spindeldjursart som först beskrevs av Baker och Hoffmann 1948.  Coleoscirus mexicanus ingår i släktet Coleoscirus och familjen Cunaxidae. Inga underarter finns listade i Catalogue of Life.